# Partido Popular Eslovaco
Partido Popular Eslovaco de Hlinka (em eslovaco:  Hlinkova slovenská ľudová strana, HSĽS), também conhecido simplesmente como Partido Popular Eslovaco (Slovenská ľudová strana, SĽS) ou Partido Hlinka, foi um partido político de direita, conservador da Eslováquia, com forte orientação Cristã e nacionalista. Os seus membros eram chamados de Ludaks.
O partido surgiu numa altura em que a Eslováquia ainda fazia parte da Áustria-Hungria, e lutava tanto para defender as liberdades democráticas e como os direitos nacionais eslovacos, e contra o liberalismo. Após a formação da Checoslováquia, o partido manteve o seu carácter conservador, opondo-se ao Czechoslovakism étnico e exigindo a autonomia eslovaca. Na segunda metade da década de 1930, a ascensão dos regimes totalitários na Europa e a incapacidade do partido para alcançar objectivos políticos de longo-prazo, causou uma perda de fé na democracia e viu o partido adoptar ideias mais radicais. Após a fusão com outros partidos, em Novembro de 1938, para formar o Partido Popular Eslovaco – Partido da Unidade Nacional Eslovaca, tornou-se o partido dominante da Eslováquia da Segunda Guerra Mundial. Para além da adopção de uma visão totalitária do estado, incluía uma facção abertamente pró-nazi, que dominou a política eslovaca 1940 e 1942.
Os presidentes do partido foram os sacerdotes eslovacos Andrej Hlinka (1913-38) e, mais tarde, Jozef Tiso (1939-45), e os seus principais jornais foram o Slovenské ľudové noviny (Jornal dos Cidadãos Eslovacos, 1910-30), Slovák (O Eslovaco, 1919-45) e Slovenská pravda (A Verdade Eslovaca, 1936-45).